# Malmedyrättegången

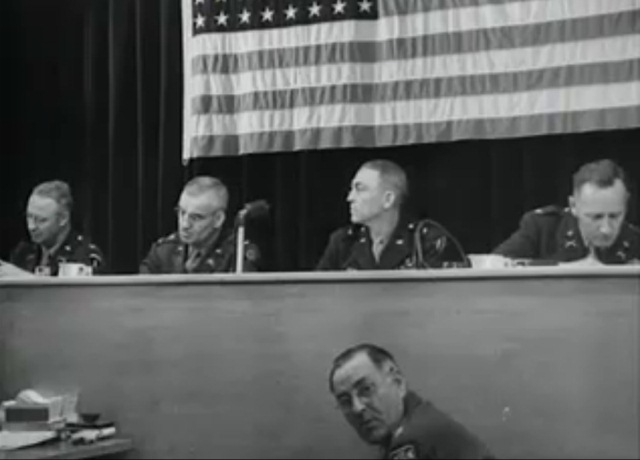
Rättens ordförande general Josiah Dalby (andre från höger).

Malmedyrättegången, officiellt United States vs. Valentin Bersin, et al., var en rättegång med syfte att pröva de 73 soldater ur Waffen-SS som den 17 december 1944 hade förövat Malmedymassakern. Rättegången hölls från den 16 maj till den 16 juli 1946 i det forna koncentrationslägret Dachau.
De åtalade var medlemmar ur Waffen-SS, i huvudsak 1. SS-Panzer-Division "Leibstandarte SS Adolf Hitler". Högst tjänstegrad hade Oberstgruppenführer Sepp Dietrich, hans stabschef Brigadeführer Fritz Kraemer samt Gruppenführer Hermann Priess och Standartenführer Joachim Peiper.
43 åtalade dömdes till döden, 22 till livstids fängelse, 2 till 20 års fängelse, 1 till 15 års fängelse och 5 till 10 års fängelse.